# Yvon Bertin
Yvon Bertin (Nantes, 9 de abril de 1953) fue un ciclista francés, que fue profesional entre 1975 y 1984. Durante su carrera profesional destaca la victoria conseguida en una etapa del Giro de Italia de 1980. Aquel mismo año vistió el maillot amarillo de Tour de Francia durante 1 etapa.

## Palmarés
1975
- 1 etapa de la Étoile des Espoirs

1976
- Gran Premio de Isbergues

1977
- 1 etapa del Tour d'Indre-et-Loire

1978
- 1 etapa del Circuito de la Sarthe

1979
- Gran Premio de Rennes
- Tour del Tarn, más 2 etapas
- 2 etapas del Tour de Luxemburgo
- 2 etapas del Tour de l'Oise
- 1 etapa de la París-Niza

1980
- 1 etapa del Giro de Italia

1981
- 1 etapa del Tour d'Indre-et-Loire

1983
- 1 etapa de los Cuatro Días de Dunkerque

## Resultados en las Grandes Vueltas y Campeonatos de Mundo
| Carrera         | 1978 | 1979 | 1980 | 1981 | 1982  | 1983 | 1984 |
| --------------- | ---- | ---- | ---- | ---- | ----- | ---- | ---- |
| Giro de Italia  | -    | -    | 76.º | -    | -     | -    | -    |
| Tour de Francia | 74.º | -    | Ab.  | 85.º | 124.º | -    | -    |
| Vuelta a España | -    | -    | -    | -    | -     | -    | 72.º |
| Mundial en Ruta | -    | -    | -    | -    | -     | -    | 9º   |

-: no participa

Ab.: abandono